# Боганьи, Тибор
Тибор Боганьи (венг. Tibor Bogányi; род. 1975, Ваце, Венгрия) — финский дирижёр и виолончелист венгерского происхождения. Брат Бенце и Гергея Боганьи.
Сын органиста. Начал учиться игре на виолончели в Кечкемете, также пел в хоре под руководством отца. В 1987 г. вместе с семьёй перебрался в Финляндию. Окончил Академию Сибелиуса по классу дирижирования, ученик Йормы Панулы и Лейфа Сегерстама. Затем совершенствовался в Париже под руководством Яноша Фюрста, прошёл также мастер-классы Колина Дэвиса и Юрия Симонова.
Играл в Филармоническом оркестре Турку, дойдя до позиции концертмейстера виолончелей. В 2001 г. за пультом Национальной оперы Финляндии продирижировал премьерой детского балета Аулиса Саллинена «Хоббит». В 2003—2006 гг. возглавлял Филармонический оркестр Турку, в 2008—2016 гг. главный дирижёр Лаппеэнрантского симфонического оркестра. С 2011 г. главный дирижёр Паннонского филармонического оркестра (город Печ).
Женат на органистке Агнес Заскалицки (венг. Àgnes Zászkaliczky; род. 1980), с которой выступает в дуэте как виолончелист и записал совместный альбом «Романтические дуэты».